# Lungarno

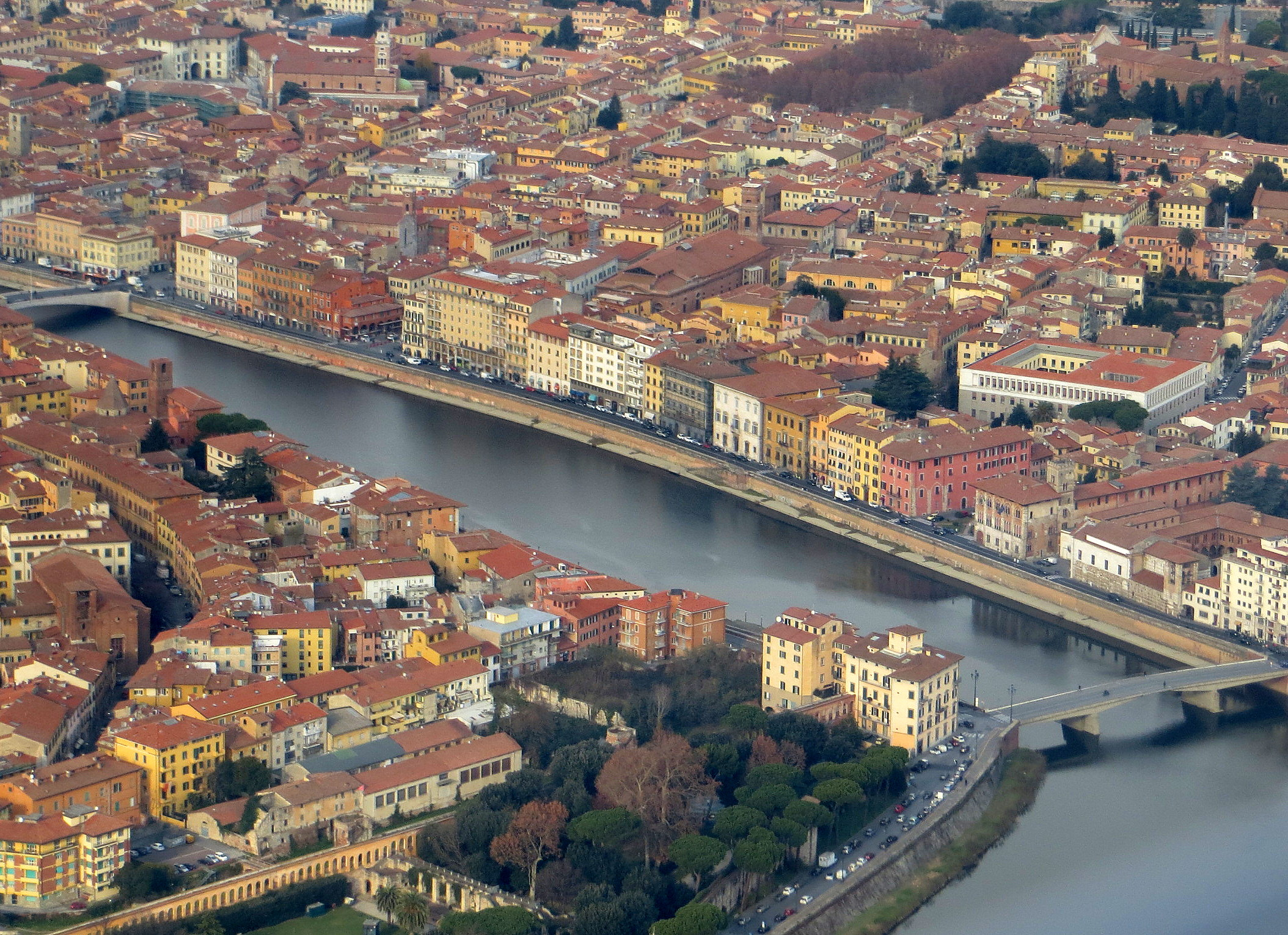
Lungarno a Pisa

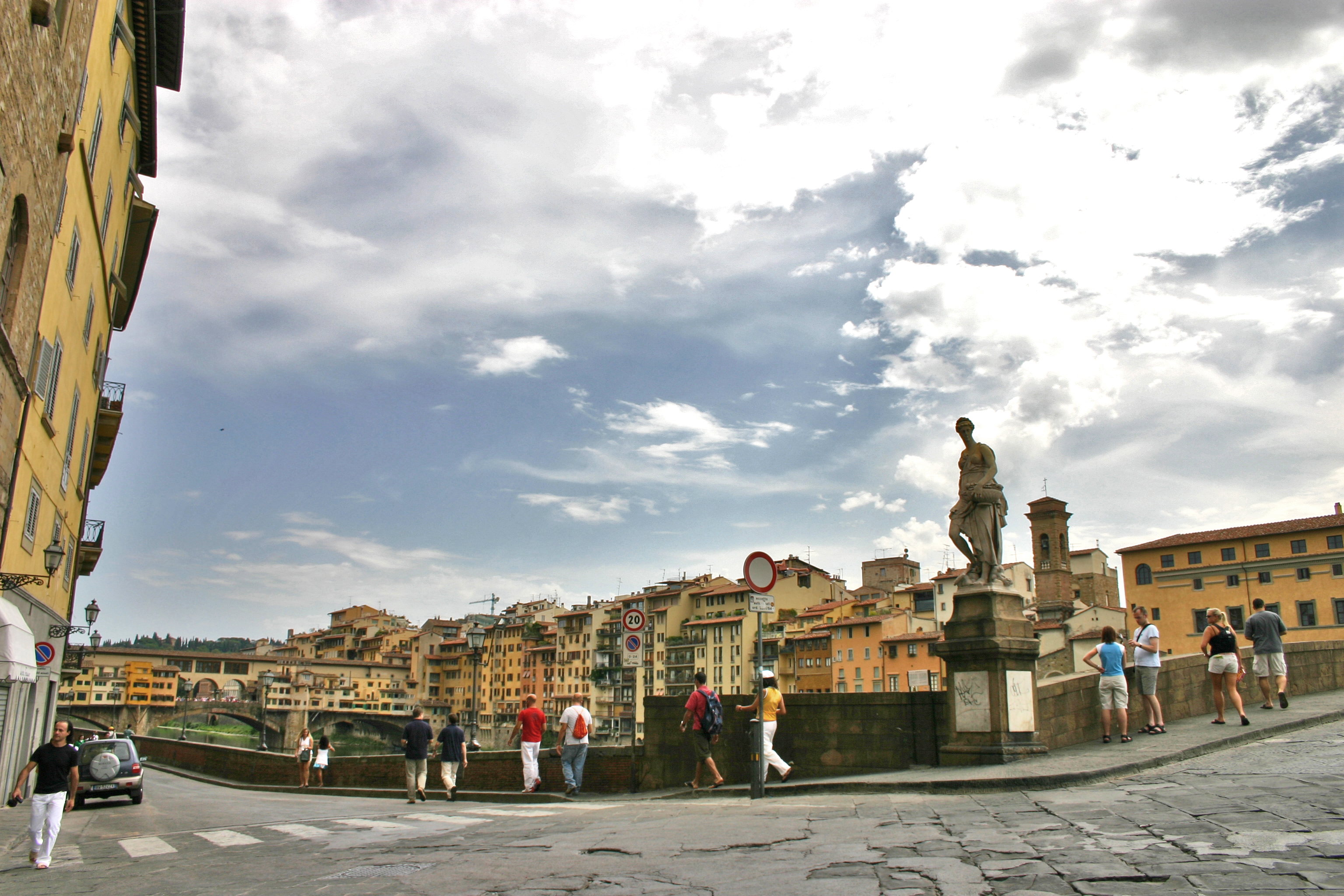
Lungarno degli Acciaiuoli a Firenze

I lungarni (lung'arni in forma arcaica) sono le strade che costeggiano il corso del fiume Arno nelle città che esso attraversa: tra le maggiori vi sono Pisa e Firenze.

## Lungarni di Firenze
I lungarni fiorentini tagliano in due il centro storico e vi si affacciano numerosi luoghi di interesse. I viali dei lungarni vennero regolarizzati durante l'Ottocento, spesso sacrificando alcune pittoresche strutture antiche, come le peschiere oppure il passaggio coperto sul lungarno Serristori che portava dal palazzo Serristori al ponte alle Grazie.
Sulla riva nord da ovest, dopo il parco delle Cascine, si incontra il lungarno Vespucci fino a piazza Goldoni, poi il lungarno Corsini (dove si trova il palazzo Corsini), il lungarno degli Acciaiuoli, il lungarno degli Archibugieri (dove passa il corridoio vasariano e si affacciano gli Uffizi), il lungarno Diaz (dove è presente l'edificio neoclassico della Camera di commercio), il lungarno delle Grazie (con l'oratorio di Santa Maria delle Grazie), il lungarno della Zecca Vecchia (dominato dall'edificio della Biblioteca nazionale centrale di Firenze) e poi oltre il centro storico il lungarno Pecori Giraldi, il lungarno del Tempio e il lungarno Cristoforo Colombo.
Sulla sponda dell'Oltrarno da ovest si incontrano prima del centro i lungarni dei Pioppi e Pignone; dopo il Torrino di Santa Rosa si susseguono il lungarno Soderini, dove si apre la piazza di Cestello, il lungarno Guicciardini, poi da Piazza de' Frescobaldi fino a dopo il Ponte Vecchio la sponda è occupata da edifici quindi non transitabile; successivamente si trovano il lungarno Torrigiani, il lungarno Serristori con piazza Demidoff, il lungarno Cellini e il lungarno Francesco Ferrucci.
Riva nord (partendo da monte a valle):
- Lungarno Aldo Moro
- Lungarno Cristoforo Colombo
- Lungarno del Tempio
- Lungarno Guglielmo Pecori Giraldi
- Lungarno della Zecca Vecchia
- Lungarno delle Grazie
- Lungarno generale Armando Diaz
- Lungarno Anna Maria Luisa de' Medici
- Lungarno degli Archibusieri
- Lungarno degli Acciaiuoli
- Lungarno Corsini
- Lungarno Amerigo Vespucci

Riva sud (da monte a valle):
- Lungarno Francesco Ferrucci
- Lungarno Benvenuto Cellini
- Lungarno Serristori
- Lungarno Torrigiani
- Lungarno Guicciardini
- Lungarno Soderini
- Lungarno di Santa Rosa
- Lungarno del Pignone
- Lungarno dei Pioppi
- Lungarno Bruno Buozzi (Lastra a Signa)

## Lungarni di Pisa

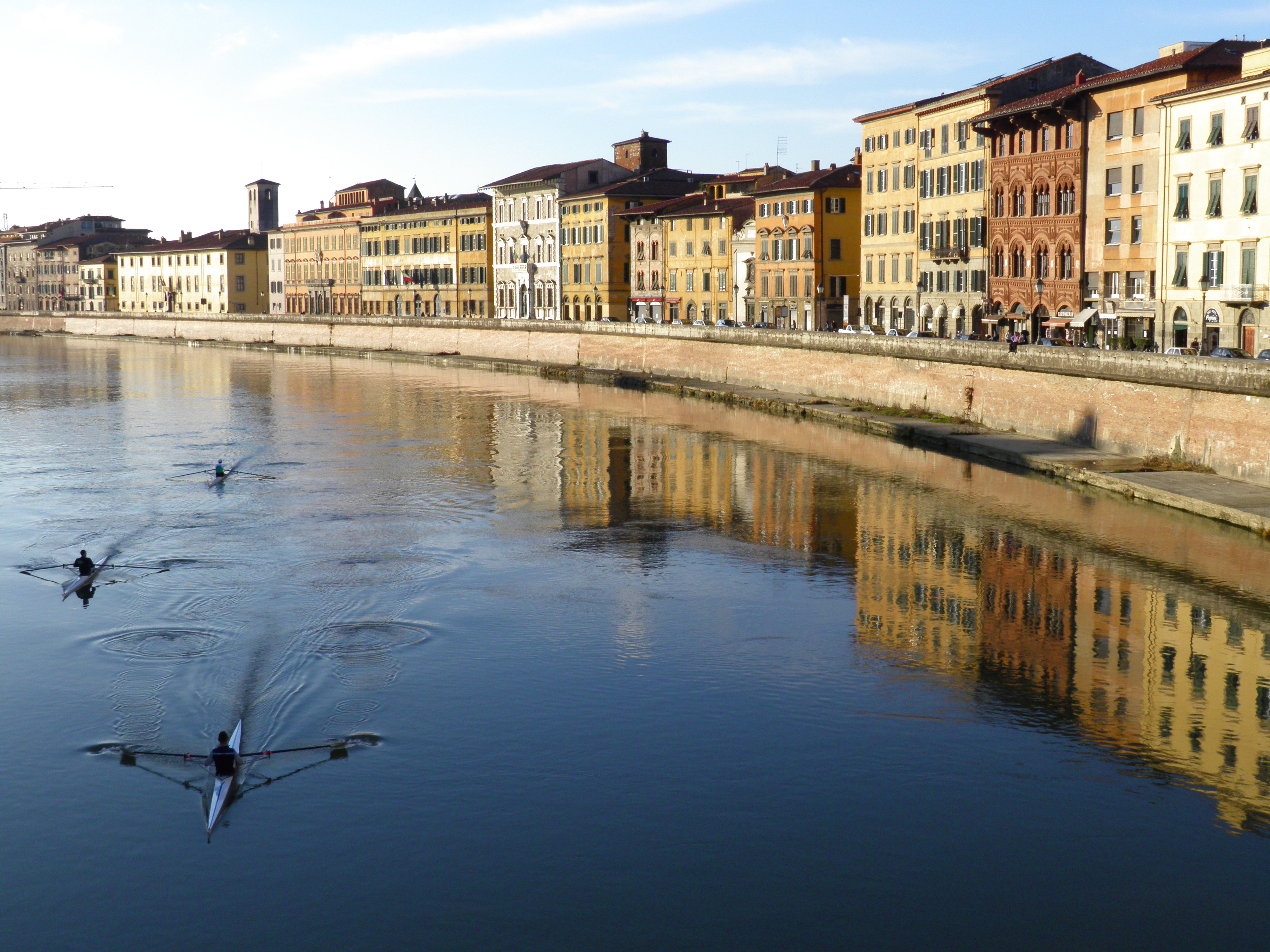
Lungarno Pacinotti visto dal ponte di Mezzo

I lungarni pisani sono ampie strade che da una parte costeggiano antichi palazzi e dall'altra le cosiddette "spallette", muri in pietra e mattoni che costituiscono la parte più elevata degli argini del fiume. La grande ampiezza dei Lungarni dà un aspetto signorile e di largo respiro al centro storico, specie al tramonto. La sera i lampioni posti sulle spallette dell'Arno si specchiano nel fiume, creando un'atmosfera magica.

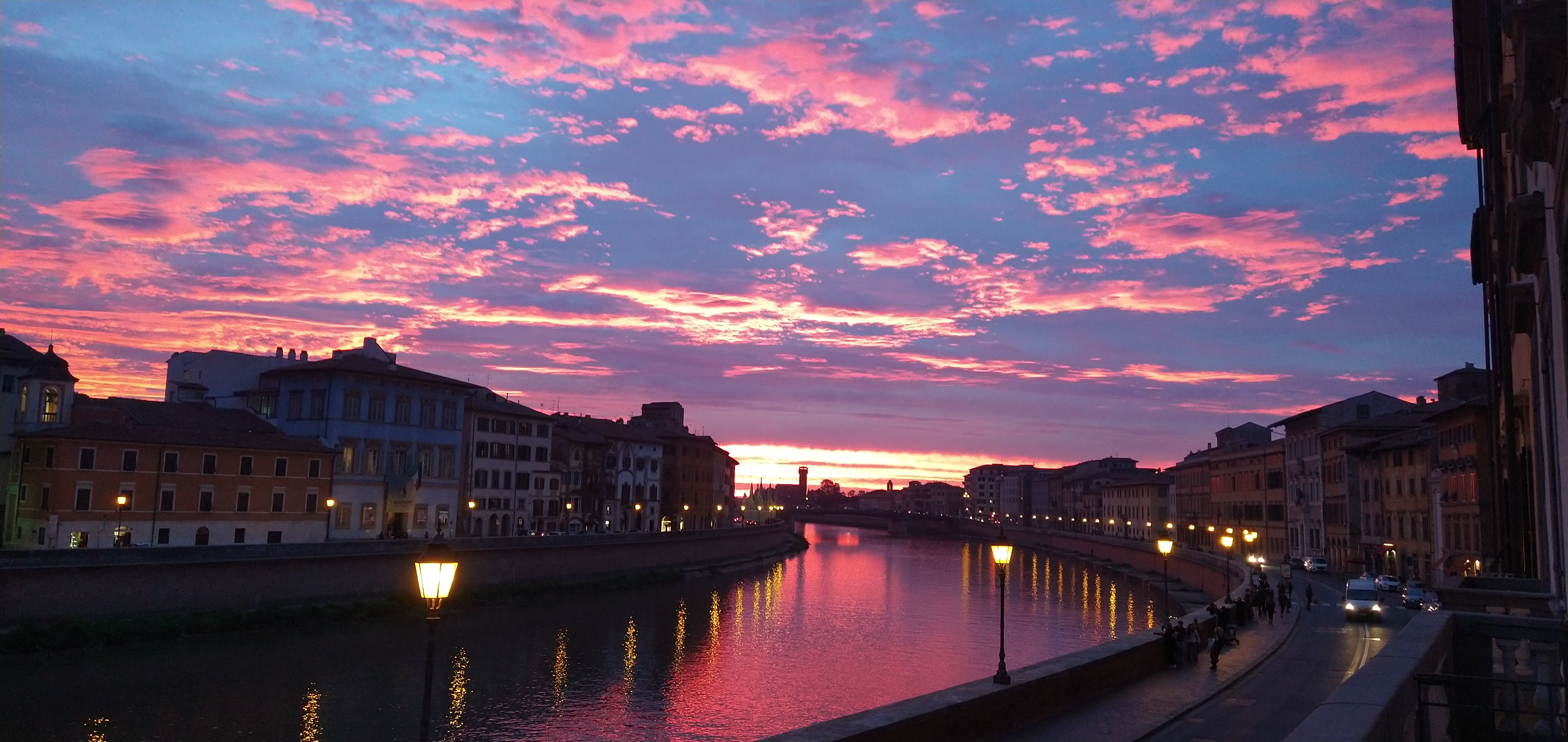
tramonto sul lungarno di Pisa

I lungarni pisani sono stati molto amati da numerosi scrittori italiani ed europei dell'Ottocento per la bellissima scenografia urbana descritta dalla lunga curva del fiume. Gli italiani li descrivevano “pieni di carrozze e pedoni, vi si sentono parlare dieci o venti lingue, vi brilla un sole bellissimo tra le dorature dei caffè, nelle botteghe piene di galanterie e nelle invetriate dei palazzi e delle case, tutte di bella architettura” (Giacomo Leopardi). I francesi trovavano “i lungarni rivestiti di pietra somiglianti a Parigi”; basta accennare alla descrizione con cui si apre il settimo capitolo di Chavornay, uno tra i primi “best seller” europei, dello scrittore e viaggiatore Charles Didier, pubblicato a Bruxelles nel 1838 - “Le Lung'arno de Pise est la plus belle ligne de quais qu'il y ait en Europe [...] ” - ed ambientato al caffè dell'Ussero, dove “convenivano i napoleonisti d'alta condizione” e i “Beccaccini, amanti di portare al collo de' fazzoletti sopraffini colle becche del solino pinzute, e fuori della corvetta, ricusando di mostrarsi al pubblico in cacciatora verde, che è il distintivo dei Carbonici”. Gli inglesi rimanevano affascinati dagli stupendi alberghi e palazzi con gli eleganti caffè che trovavano forniti “with excellent cakes and good tea” (John Ruskin).
Sui lungarni si affacciano numerosi e importanti edifici, come la chiesa di San Sepolcro, il palazzo Pretorio, il palazzo Lanfranchi, il palazzo Gambacorti, palazzo Agostini, il Palazzo Reale, il palazzo alla Giornata, il caffè dell'Ussero, il museo di San Matteo, la chiesa di San Paolo a Ripa D'Arno (il duomo vecchio), la chiesa di Santa Maria della Spina (che fu smontata e ricostruita per salvarla dalle piene dell'Arno) e molti altri edifici storici.

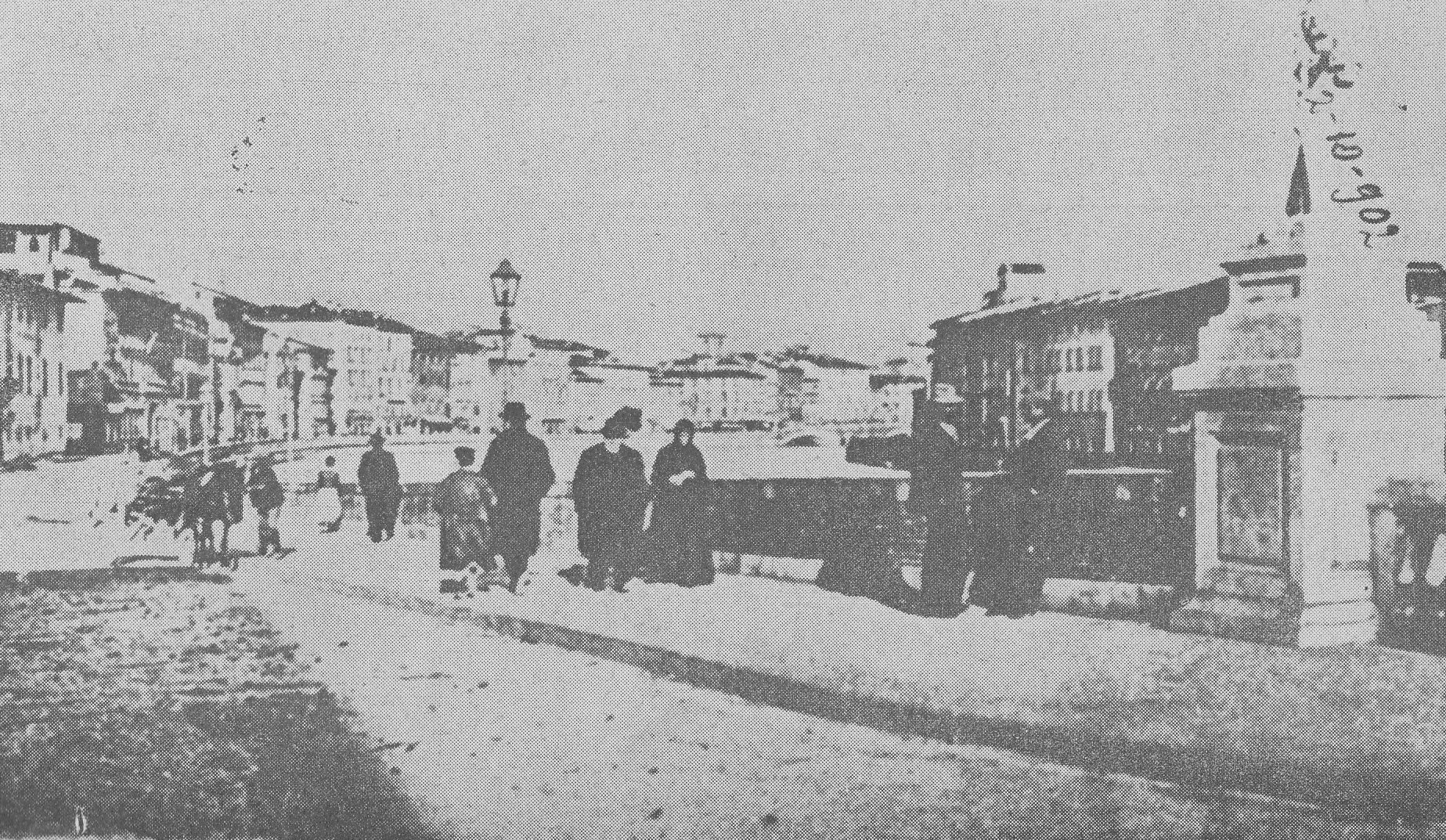
Lungarno Pacinotti nel 1902, con la statua di Ferdinando I ancora visibile

Durante la seconda guerra mondiale molti palazzi furono colpiti dai bombardamenti. Alcune "ferite" sono visibili, altre sono state riparate in tempi recenti, altre ancora negli anni cinquanta e sessanta del XX secolo, con architetture oggetto di critiche per la loro scarsa aderenza agli stili precedenti.
I danni maggiori ai lungarni e alle strutture adiacenti sono comunque da attribuirsi alle innumerevoli alluvioni che hanno caratterizzato la storia dell'Arno. Nel 1869 si ebbe una piena rovinosa che danneggiò gli archi e una pila del ponte della Fortezza e provocò il crollo del Ponte a Mare, allagando ampiamente le strade cittadine. A seguito dei danni occorsi, l'amministrazione cittadina decise di attuare numerosi interventi di consolidamento delle strutture adiacenti al fiume: i muri di sponda vennero riordinati, i ponti danneggiati vennero riparati, un nuovo ponte venne realizzato in allineamento con via Solferino e la chiesa di Santa Maria della Spina venne smontata e rimontata pezzo per pezzo sul nuovo e più alto livello stradale di Lungarno Gambacorti. I lavori suddetti furono diretti dall'ingegner Simonelli ed effettuati dal 1871 al 1875.
Durante l'alluvione del 1966, che colpì la città molto duramente, i Lungarni furono nuovamente danneggiati, in particolare il Lungarno Pacinotti in pieno centro cittadino, che sprofondò di alcuni metri creando una impressionante voragine nella strada. Terminata l'emergenza iniziarono i lavori di restauro dei Lungarni, con la costruzione di una banchina in cemento armato al posto dei caratteristici sassi lungo le massicciate e una calata di cemento per rendere più stabili le strutture. I lavori non sembrano però aver risolto del tutto il problema della fragilità delle sponde pisane dell'Arno, almeno a lungo termine, in quanto sono state recentemente scoperte, sotto il manto stradale nei pressi del Comune, alcune vecchie strutture "ad arco", da cui l'attuale divieto di circolazione per i mezzi pesanti.

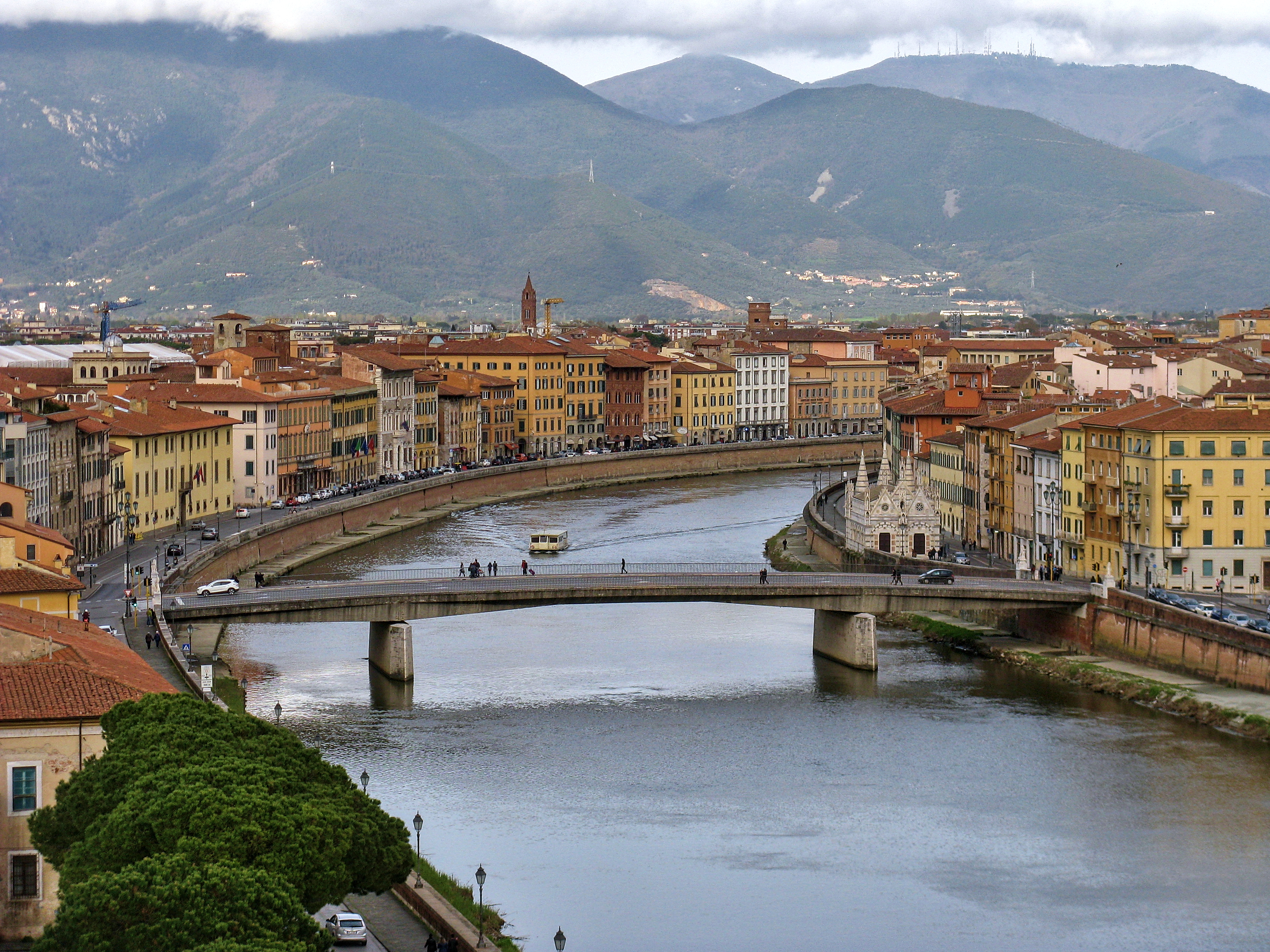
Lungarni Pacinotti e Gambacorti con la chiesa di Santa Maria della Spina

Un altro importante intervento volto a sostenere le successive piene dell'Arno è stato la realizzazione di un canale artificiale detto scolmatore, che devia una discreta quantità di acqua verso una seconda foce artificiale quando il fiume supera il livello di guardia. Negli anni precedenti (e più raramente ai giorni nostri) si ricorreva per precauzione anche alle paratie in legno, dette "cateratte", che venivano fissate ad alcuni ganci sulle spallette dell'Arno.
Oltre alle "spallette", la struttura comprende due cale, lo "scalo Roncioni" in lungarno Mediceo, da cui partono i battelli turistici, e lo scalo davanti al Giardino Scotto, arrivo storico delle regate sull'Arno, in lungarno Galilei. Altra struttura collegata con i lungarni è la Cittadella Medicea, che conclude la parte murata dei lungarni. Anticamente erano presenti altri scali, che poi sono stati eliminati, lasciando il posto ad alcune scalette di ferro, ormai in disuso.
Una curiosità ancora visibile nel lungarno Galilei è il piedistallo del ponte di ferro provvisorio, realizzato dai genieri dopo la seconda guerra mondiale: una passerella sul fiume, unico passaggio agibile subito dopo la guerra nel centro della città.
Nel periodo estivo alcuni lungarni (Pacinotti, Mediceo, Galilei) vengono chiusi al traffico serale in modo da consentire ai pedoni di passeggiare tranquillamente sulla strada.
Parte di Tramontana (nord, partendo da est):
- Lungarno Bruno Buozzi
- Lungarno Mediceo
- Lungarno Antonio Pacinotti
- Lungarno Ranieri Simonelli
- Lungarno Cosimo I de' Medici

Parte di Mezzogiorno (sud, partendo da est):
- Lungarno Guadolongo
- Lungarno Leonardo Fibonacci
- Lungarno Galileo Galilei
- Lungarno Gambacorti
- Lungarno Sidney Sonnino
- Lungarno Bonaccorso da Padule
- Lungarno San Giovanni al Gatano
- Lungarno Gabriele D'Annunzio (conduce fino a Marina di Pisa)